# Paul Maholm
Paul Gurner Maholm (né le 25 juin 1982 à Greenwood, Mississippi, États-Unis) est un lanceur gaucher de la Ligue majeure de baseball. Il est présentement agent libre.

## Carrière

### Pirates de Pittsburgh
Après des études secondaires à la Germantown High School de Germantown (Tennessee), Paul Maholm est repêché en juin 2000 par les Twins du Minnesota au 17e tour de sélection. Il repousse l'offre et suit des études supérieures à l'Université d'État du Mississippi où il porte les couleurs des Mississippi State Bulldogs de 2001 à 2003.  
Maholm rejoint les rangs professionnels à l'issue du repêchage amateur du 3 juin 2003 au cours de laquelle il est sélectionné par les Pirates de Pittsburgh au premier tour (8e choix). Il perçoit un bonus de 2,2 millions de dollars à la signature de son premier contrat professionnel le 9 juillet 2003. 
Maholm passe deux saisons en Ligues mineures avant d'effectuer ses débuts en Ligue majeure le 30 août 2005.
Après la saison 2008, Maholm s'engage pour trois saisons supplémentaires avec les Pirates pour un montant de 14,5 millions de dollars.
Au bâton, il frappe son premier coup de circuit au plus haut niveau le 9 mai 2009 lors d'un match contre les Mets de New York, sur un lancer de John Maine.

### Cubs de Chicago
Le 10 janvier 2012, Maholm signe un contrat de 4,25 millions de dollars pour une saison avec les Cubs de Chicago. Maholm maintient une moyenne de points mérités de 3,74 en 21 matchs, dont 20 départs, avec les Cubs. Il enregistre 81 retraits sur des prises en 120 manches et un tiers lancées, avec 9 victoires à sa fiche et 6 défaites. Au 29 juillet, il est le lanceur de l'équipe comptant le plus de victoires.

### Braves d'Atlanta
Le 31 juillet 2012, les Cubs échangent Paul Maholm et le voltigeur Reed Johnson aux Braves d'Atlanta en échange de deux joueurs d'avenir, les lanceurs droitiers Arodys Vizcaino et Jaye Chapman. Maholm remporte 4 victoires contre 5 défaites avec une moyenne de points mérités de 3,54 en 11 départs pour Atlanta et complète sa saison 2012 avec 13 gains, 11 revers et une moyenne de 3,67 en 189 manches lancées au total pour les Cubs et les Braves.
En 2013, il gagne 10 parties et subit 11 défaites en 26 matchs débutés pour les Braves. Sa moyenne s'élève à 4,41 en 153 manches au monticule.

### Dodgers de Los Angeles
Le 8 février 2014, Maholm signe un contrat d'un an avec les Dodgers de Los Angeles. Il effectue 8 départs et ajoute 22 présences en relève pour les Dodgers en 2014. Sa moyenne de points mérités s'élève à 4,84 en 70 manches et deux tiers lancées. Il remporte une victoire contre 5 défaites. 

### Reds de Cincinnati
Le 1er février 2015, Maholm signe un contrat des ligues mineures avec les Reds de Cincinnati. Il est libéré le 30 mars suivant, quelques jours avant la fin de l'entraînement de printemps.

## Statistiques
| Saison | Équipe     | G   | GS  | CG | SHO | V  | D  | SV | IP    | SO  | ERA  |
| ------ | ---------- | --- | --- | -- | --- | -- | -- | -- | ----- | --- | ---- |
| 2005   | Pittsburgh | 6   | 6   | 0  | 0   | 3  | 1  | 0  | 41.1  | 26  | 2,18 |
| 2006   | Pittsburgh | 30  | 30  | 0  | 0   | 8  | 10 | 0  | 176.0 | 117 | 4,76 |
| 2007   | Pittsburgh | 29  | 29  | 2  | 1   | 10 | 15 | 0  | 177.2 | 105 | 5,02 |
| 2008   | Pittsburgh | 31  | 31  | 1  | 0   | 9  | 9  | 0  | 206.1 | 139 | 3,71 |
| 2009   | Pittsburgh | 31  | 31  | 0  | 0   | 8  | 9  | 0  | 194.2 | 119 | 4,44 |
| 2010   | Pittsburgh | 32  | 32  | 1  | 1   | 9  | 15 | 0  | 185.1 | 102 | 5,10 |
| Totaux | Totaux     | 159 | 159 | 4  | 2   | 47 | 59 | 0  | 981.1 | 608 | 4,48 |

Note : G = Matches joués ; GS = Matches comme lanceur partant ; CG = Matches complets ; SHO = Blanchissages ; 
V = Victoires ; D = Défaites ; SV = Sauvetages ; IP = Manches lancées ; SO = Retraits sur des prises ; ERA = Moyenne de points mérités.